# Leptognathia breviremis
Leptognathia breviremis is een naaldkreeftjessoort uit de familie van de Leptognathiidae. De wetenschappelijke naam van de soort is voor het eerst geldig gepubliceerd in 1864 door Lilljeborg.